# Quedas do Iguaçu
Quedas do Iguaçu ist ein brasilianisches Munizip im Südwesten des Bundesstaats Paraná. Es hat 30.738 Einwohner (2022), die sich Quedas-Iguaçuenser nennen. Seine Fläche beträgt 822 km². Es liegt 578 Meter über dem Meeresspiegel.

## Etymologie
Der Ort wurde in den 1930er Jahren zunächst unter dem Namen Colônia Jagoda gegründet. Der Name Jagoda (polnisch für Beere oder Frucht) sollte die Hoffnung der Einwanderer zum Ausdruck bringen, dass die gepflanzte Saat keimen und Früchte tragen würde. Später erhielt er den Namen Campo Novo (deutsch: Neues Feld). Erst 1970 wurde er in Quedas do Iguaçu (deutsch: Fälle des Iguaçu) umbenannt.

## Geschichte

### Besiedlung
Der Staat Paraná beschloss zwischen 1930 und 1932, das riesige Hinterland an den Ufern des Iguaçu zu kolonisieren. Er traf mit der Regierung Polens ein Abkommen über die Besiedlung der Region durch polnische Einwanderer.
Zu diesem Zweck wurde eine Gesellschaft gegründet, die den Namen Companhia Mercantil Paranaense S/A erhielt. Diese Gesellschaft mit Sitz in Curitiba war für die Umsetzung des Projekts der Kolonisierung im Raum von Quedas do Iguaçu verantwortlich. Sie begann bald mit der Werbung für das Gebiet, und so kamen die ersten polnischen Einwanderer aus Rio Grande do Sul.
Sie ließ Holzhütten für die Einwanderer errichten. Damals gab es hier noch viele wilde Tiere, was die ersten Anpflanzungen erschwerte. Die Siedler waren gezwungen, die riesigen Kiefern zu fällen. Der erste Siedler, der mit seiner Familie ankam, war José O'Bara. Bald nach dem Kauf des Landes durch das Unternehmen gab es eine Apotheke, einen Bauernhof, ein Lagerhaus, einen Schlachthof, ein Sägewerk und eine Schule. Insgesamt bestand die Kolonie aus einer Gruppe von 80 Familien. Damals gab es nur Karren als Transportmittel, und die Straßen wurden mit Pflügen, Schaufeln, Hacken usw. angelegt. Die Siedler bauten ihre Holzhäuser und begannen mit der Erkundung des neuen Landes. Die ersten Ernten wurden eingebracht. Die Companhia Mercantil war für den Handel zuständig, indem sie Produkte der Siedler aufkaufte und in Laranjeiras do Sul verkaufte. Im Jahr 1940 wurde das erste wasserbetriebene Sägewerk in Betrieb genommen.

### Erhebung zum Munizip
Quedas do Iguaçu wurde durch das Staatsgesetz Nr. 5668 vom 18. Oktober 1967 aus Laranjeiras do Sul ausgegliedert und unter dem Namen Campo Novo in den Rang eines Munizips erhoben. Es wurde am 15. Dezember 1968 als Munizip installiert.

## Geografie

### Fläche und Lage
Quedas do Iguaçu liegt auf dem Terceiro Planalto Paranaense (der Dritten oder Guarapuava-Hochebene von Paraná). Seine Fläche beträgt 822 km². Es liegt auf einer Höhe von 578 Metern.

### Geologie und Böden
Der Boden ist mittelmäßig lehmhaltig und von mittlerer Fruchtbarkeit. Er besteht aus Latosolen (tropischer roter Erde) und strukturierter Terra Roxa. Erhaltungsmaßnahmen finden nur auf wenigen Grundstücken statt, wobei ungenutzte Flächen aufgeforstet werden.

### Vegetation
Das Biom von Quedas do Iguaçu ist Mata Atlântica.

### Klima
Das Klima ist gemäßigt warm. Es werden hohe Niederschlagsmengen verzeichnet (1941 mm pro Jahr). Im Jahresdurchschnitt liegt die Temperatur bei 20,1 °C. Die Klimaklassifikation nach Köppen und Geiger lautet Cfa.

### Gewässer
Quedas do Iguaçu liegt im Einzugsgebiet des Rio Iguaçu. Dieser bildet die südliche Grenze des Munizips. Er ist in seinem östlichen Teil für das Wasserkraftwerk Salto Osório aufgestaut. Auf der nördlichen und der westlichen Grenze fließt der Rio Guarani zum Iguaçu. Grenzfluss im Osten ist der Rio das Cobras.

### Straßen
Quedas do Iguaçu ist über die PR-484 mit Capitão Leônidas Marques verbunden. Über die PR-473 kommt man im Osten nach Nova Laranjeiras. Die PR-475 führt nach Süden zum Wasserkraftwerk Salto Osório.

### Nachbarmunizipien
| Catanduvas            | Guaraniaçu                                  | Espigão Alto do Iguaçu |
| Três Barras do Paraná | Kompassrose, die auf Nachbargemeinden zeigt | Rio Bonito do Iguaçu   |
| Cruzeiro do Iguaçu    | São Jorge d’Oeste                           | São João und Sulina    |

## Stadtverwaltung
Bürgermeister: Elcio Jaime da Luz, PSD (2021–2024)
Vizebürgermeisterin: Edith Helma Maier, PSL (2021–2024)

## Demografie

### Bevölkerungsentwicklung
| Jahr | Einwohner | Stadt | Land |
| ---- | --------- | ----- | ---- |
| 1970 | 11.268    | 6 %   | 94 % |
| 1980 | 31.507    | 41 %  | 59 % |
| 1991 | 31.507    | 41 %  | 59 % |
| 2000 | 31.509    | 51 %  | 49 % |
| 2010 | 27.364    | 72 %  | 28 % |
| 2022 | 30.738    |       |      |

Quelle: IBGE (2011) und Volkszählung 2022

### Ethnische Zusammensetzung
| Gruppe * | 1991    | 2000    | 2010    | wer sich als …                                                                   |
| --- | ------- | ------- | ------- | -------------------------------------------------------------------------------- |
| Weiße | 80,5 %  | 76,8 %  | 65,4 %  | weiß bezeichnet                                                                  |
| Schwarze | 1,3 %   | 2,8 %   | 3,9 %   | schwarz bezeichnet                                                               |
| Gelbe | 0,1 %   | 0,3 %   | 1,5 %   | von fernöstlicher Herkunft wie japanisch, chinesisch, koreanisch etc. bezeichnet |
| Braune | 17,4 %  | 19,9 %  | 28,9 %  | braun oder als Mischung aus mehreren Gruppen bezeichnet                          |
| Indigene | 0,8 %   | 0,0 %   | 0,3 %   | Ureinwohner oder Indio bezeichnet                                                |
| ohne Angabe | 0,0 %   | 0,2 %   | 0,0 %   |                                                                                  |
| Gesamt | 100,0 % | 100,0 % | 100,0 % |                                                                                  |
| *) Das IBGE verwendet für Volkszählungen ausschließlich diese fünf Gruppen. Es verzichtet bewusst auf Erläuterungen. Die Zugehörigkeit wird vom Einwohner selbst festgelegt. |         |         |         |                                                                                  |

Quelle: IBGE (Stand: 1991, 2000 und 2010)

## Wirtschaft

### Kennzahlen
Mit einem Bruttoinlandsprodukt pro Einwohner von 38.015,77 R$ bzw. rund 8.400 € lag Quedas do Iguaçu 2019 auf dem 93. Platz im höchsten Viertel der 399 Munizipien Paranás.
Sein mittelhoher Index der menschlichen Entwicklung von 0,681 (2010) setzte es auf den 295. Platz im zweituntersten Viertel der paranaischen Munizipien.